# Holotrichia stylifer
Holotrichia stylifer är en skalbaggsart som beskrevs av Chapin 1931. Holotrichia stylifer ingår i släktet Holotrichia och familjen Melolonthidae. Inga underarter finns listade i Catalogue of Life.